# Blackerydssjön
Blackerydssjön är en sjö i Vara kommun i Västergötland och ingår i Göta älvs huvudavrinningsområde.

## Galleri

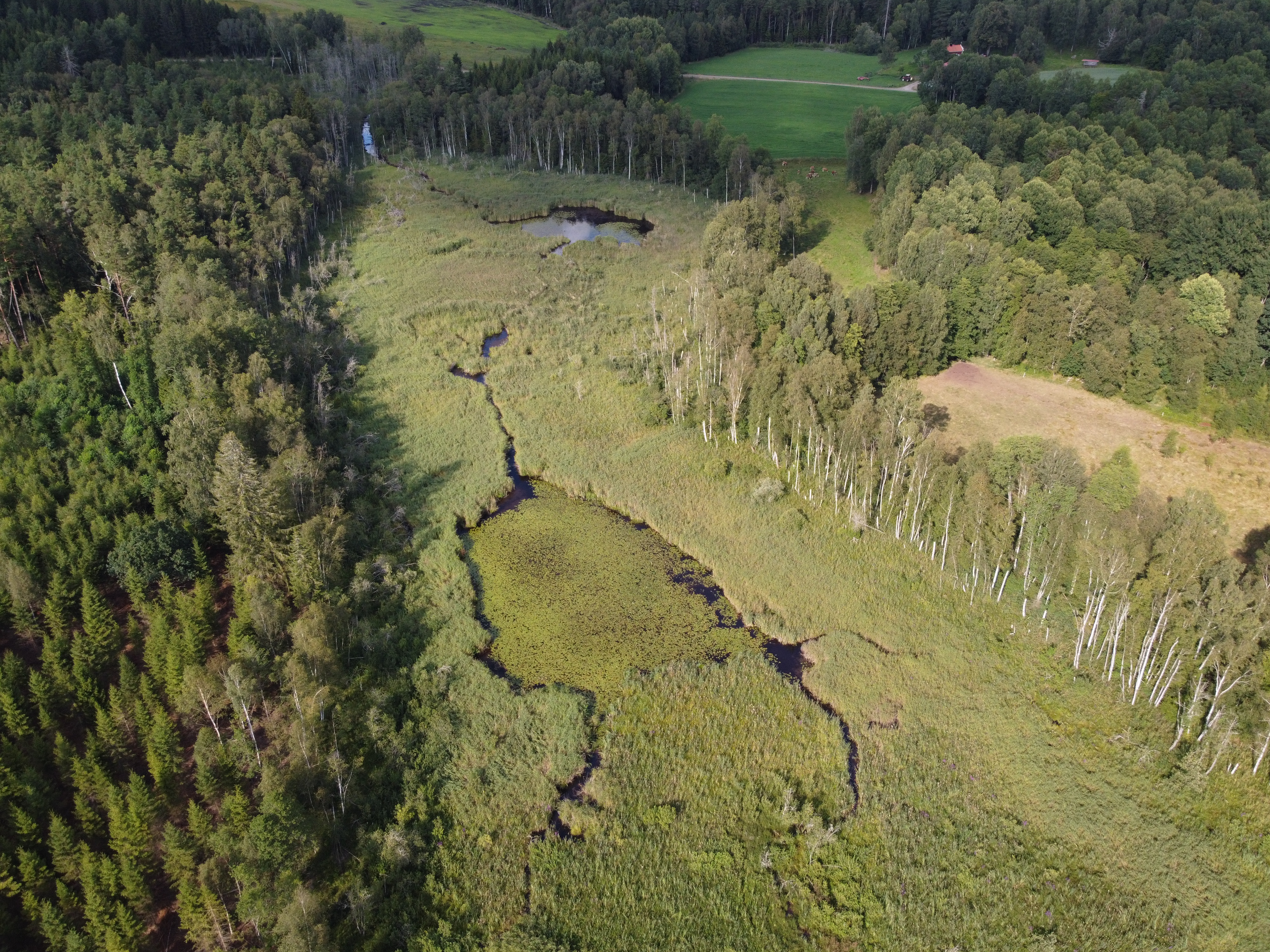
Blackerydssjön håller sakta på att växa igen.
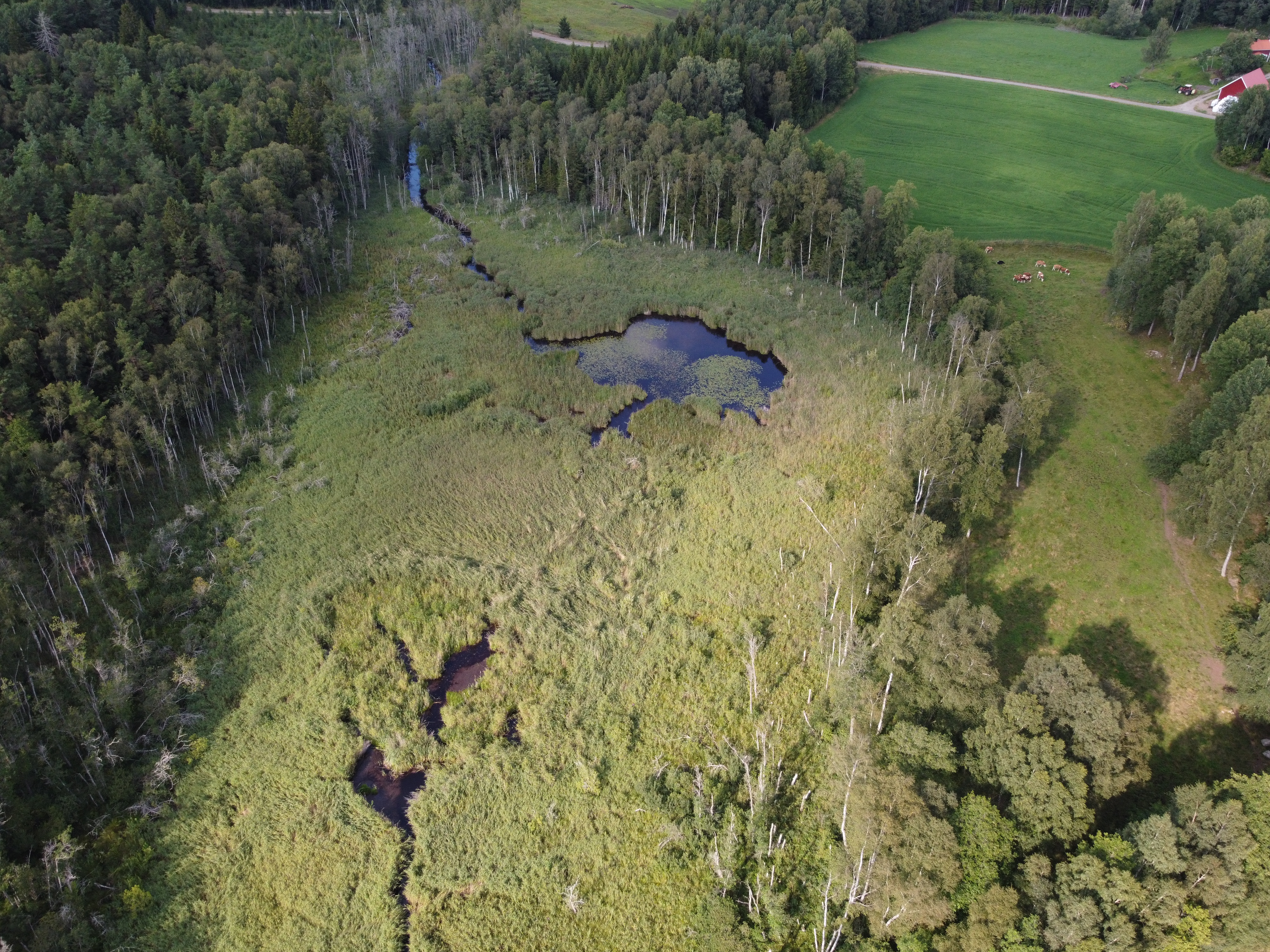